# Arctisch Centrum
Het Arctisch Centrum is onderdeel van de Rijksuniversiteit Groningen en houdt zich bezig met multidisciplinair onderzoek in de poolgebieden.
Het Arctisch Centrum is oorspronkelijk opgezet rond de archeologische opgravingen van de walvisvaardersnederzetting Smeerenburg op het eiland Amsterdam bij Spitsbergen. Inmiddels werken er ook geografen, historici en biologen. Het Arctisch Centrum is een expertisecentrum voor de poolgebieden en vertegenwoordigt Nederland in internationale werkgroepen van de Arctische Raad (AMAP, CAFF, Sustainable Development) en IASC. Het Nederlands Poolstation in Ny-Ålesund op Spitsbergen wordt beheerd door het Arctisch Centrum. Het Arctisch Centrum is onderdeel van het Willem Barentsz Poolinstituut, een landelijk samenwerkingsverband van poolonderzoekers. Studenten van allerlei studierichtingen kunnen een semester lang bacheloronderwijs volgen. 